# تیلیتسه، استان وارمی-ماسوری
تیلیچ، استان وارمیان مازوریان (به لاتین: Tylice, Warmian-Masurian Voivodeship) یک منطقهٔ مسکونی در لهستان است که در Gmina Nowe Miasto Lubawskie واقع شده‌است.